# Grzegorz Szczepanik
Grzegorz Szczepanik (ur. 10 czerwca 1953 w Rybniku) – polski żużlowiec.
Sport żużlowy uprawiał w latach 1973–1982 w barwach klubów ROW Rybnik (1973–1981) oraz Kolejarz Opole (1982). Zdobył dwa medale drużynowych mistrzostw Polski: srebrny (1980) oraz brązowy (1974).
Finalista młodzieżowych indywidualnych mistrzostw Polski (Tarnów 1974 – XI miejsce). Finalista indywidualnych mistrzostw Polski (Gorzów Wielkopolski 1978 – jako rezerwowy). Zdobywca II miejsca w turnieju o „Łańcuch Herbowy Miasta Ostrowa Wielkopolskiego” (1979).